# كيني ليون
كيني ليون (بالإنجليزية: Kenny Lyon)‏ هو عازف قيثارة أمريكي، ولد في 22 أبريل 1956.

## وصلات خارجية
- كيني ليون على موقع ميوزك برينز (الإنجليزية)
- كيني ليون على موقع أول ميوزيك (الإنجليزية)
- كيني ليون على موقع ديسكوغز (الإنجليزية)